# AV-TM 300
Taktička raketa AV-TM 300 ili MTC-300 ( Míssil Tático de Cruzeiro ) je brazilska krstareća raketa koju je razvio Avibras za sustav ASTROS II. Pod nadimkom špa. Matador – ubojica predviđa se da će biti jeftinija alternativa američkom Tomahawku (raketa). Projektil je opremljen središnjim računalom koje kombinira prstenasti laserski žiroskop, povezan s aktivnim GPS navigacijskim uređajem koji neprekinuto dostavlja informacije o položaju za korekciju kursa. Navodno će postojati i mornarička verzija nazvana X-300. Projektil može koristiti jednu bojevu glavu od 200 do 500 kg visokoeksplozivne ili bojne glave kazetnog streljiva sa 64 podstreljiva za protupješačke ili protutenkovske ciljeve.
Prva verzija projektila stvorena je 1999., međutim, razvoj projektila službeno je započeo u rujnu 2001. Na kraju su izvorne specifikacije doživjele velike izmjene, uključujući uklanjanje uvlačivih krila i dodavanje kompozitnih materijala. Projektil koristi rakete na kruto gorivo za lansiranje, a turbomlazni motor tijekom podzvučnog krstarećeg leta. Projektil koristi varijantu Turbomachine TJ1000, autohtonog turbomlaznog motora koji je razvila tvrtka Turbomachine, a koristi Avibras prema ugovoru o licenci za proizvodnju.
Brazilska vojska potpisala je ugovor o razvoju i uložila 100 milijuna R$ od 2012., razvojne faze se dovršavaju do 2021. i već ima dvadesetak lansiranja s testnih polja. Snage su naručile početnu seriju od 100 jedinica. Osim što se koristi u kopnenim snagama, oružje može koristiti ASTROS brazilskog mornaričkog korpusa.

## Vanjske poveznice
|  | Zajednički poslužitelj ima još gradiva o temi AV-TM 300 |